# Кореща
 Тази статия е за областта.  За селото вижте Кореща (село).  
Корѐща, произнасяно в местния диалект Корèшча, често членувано Корещата (на гръцки: Κορέστια, Корестия, на македонска литературна норма: Корешта) е историко-географска и етнографска област в Егейска Македония, Гърция. Областта е разположена в Северозападната част на страната на територията на административна област Западна Македония.
Корещата обхваща следните селища:
- От дем Костур: Габреш (Гаврос), Дреновени (Кранионас), Жервени (Агиос Антониос), Кономлади (Макрохори), Кореща (Корестия), Поздивища (Халара), Статица (Мелас), Чърновища (Маврокамбос), Сливени (Коромилия), Жупанища (Левки), Косинец (Йеропиги), Дъмбени (Дендрохори) и заличеното Лабаница (Агиос Димитриос).

- От дем Преспа: Смърдеш (Кристалопиги), Брезница (Ватохори), Руля (Котас), Желево (Андартико), Ощима (Тригоно), Търнава (Прасино) и заличените Въмбел (Мосхохори) и Бесвина (Сфика);

- От дем Лерин село Турие (Корифи);

- От дем Нестрам село Кърчища (Полианемо).

Понякога към областта е причислявано и село Връбник (на албански Върник) както и Височица и Капещица, които днес се намират в Албания.
Така областта граничи на северозапад с планината Корбец (Трикларио), на североизток с Бигла (Варнудас), на югоизток с областта Пополе и на югозапад с Нестрамско. Дели се на Долна и Горна Кореща.
През Корещата протича река Бистрица, Желевската или Рулската река (смятана понякога за начало на Бистрица) и нейният приток Белишката река, Дрено̀вската река.
Първото споменаване на Корещата е в една грамота на император Василий II, издадена в 1019 година – веднага след завоюването на България – с която се определят правата на понижената в архиепископия Охридска патриаршия.

## Етимология
Съществуват различни версии за етимологията на името. Според българския езиковед Йордан Заимов то идва от старобългарското  – „петел“. Гръцките учени както и някои от Северна Македония смятат, че името произлиза от античната македонска област Орестия. Според Любица Станковска то идва от личното име Корета.